# Medizinische Universität Łódź

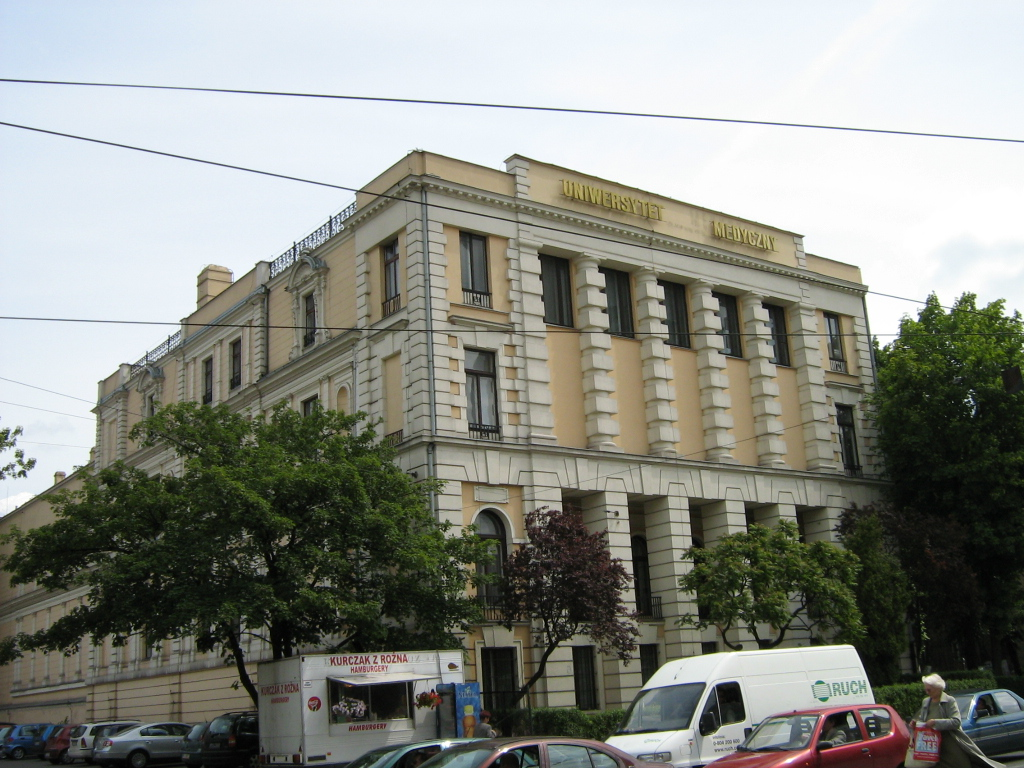
Das Rektorat

Die Medizinische Universität Łódź (polnisch: Uniwersytet Medyczny w Łodzi) ist eine Medizinische Universität in der polnischen Stadt Łódź mit 9.345 Studenten (12/2023).
Die Medizinische Universität Łódź wurde am 1. Oktober 2002 durch die Zusammenlegung der Medizinischen Akademie Łódź und der Militärmedizinischen Akademie Łódź gegründet. Rektor der Universität ist seit 2024 für eine 4-jährige Amtszeit Janusz Piekarski.